# Goldenport Park Circuit
Le Goldenport Park Circuit (en chinois : 北京金港国际赛车场) est un complexe sportif destiné aux sports mécaniques situé dans le district de Chaoyang, à Pékin en Chine.

## Description

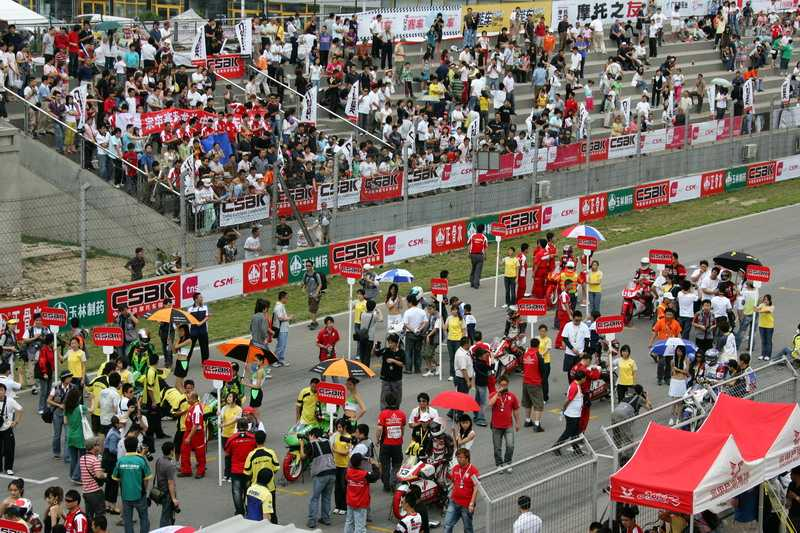
Le Championnat Chinois de Superbike en 2008